# Ezechiele Huerta Gutiérrez
José Luciano Ezequiel Huerta Gutiérrez (Magdalena, 7 gennaio 1876 – Guadalajara, 3 aprile 1927) è stato un organista messicano, è venerato come beato dalla Chiesa cattolica, che lo ricorda il 3 aprile.
Padre di una numerosa prole, lavorava come organista. Fu arrestato la mattina del 2 aprile 1927, avendo due fratelli presbiteri, Eduardo e José Refugio.
Torturato nelle celle del comando della polizia fin quando non perse conoscenza. Il giorno dopo, insieme al fratello, venne fucilato nel cimitero municipale.
Fu beatificato il 20 novembre 2005 da papa Benedetto XVI.